# Katarzynów (powiat łódzki wschodni)
Katarzynów – wieś w Polsce położona w województwie łódzkim, w powiecie łódzkim wschodnim, w gminie Koluszki.
Do 1953 roku miejscowość była siedzibą gminy Długie, a w latach 1953–1954 gminy Katarzynów. W latach 1954–1972 wieś należała i była siedzibą władz gromady Katarzynów. W latach 1975–1998 miejscowość administracyjnie należała do województwa piotrkowskiego.
Zobacz też: Nowy Katarzynów